# روبرت كونولي
روبرت كونولي (بالإنجليزية: Robert Connolly)‏ هو مخرج أسترالي، ولد في 1967 في سيدني في أستراليا.

## وصلات خارجية
- روبرت كونولي على موقع IMDb (الإنجليزية)
- روبرت كونولي على موقع ألو سيني (الفرنسية)
- روبرت كونولي على موقع أول موفي (الإنجليزية)
- روبرت كونولي على موقع قاعدة بيانات الأفلام السويدية (السويدية)
- روبرت كونولي على موقع قاعدة بيانات الفيلم (الإنجليزية)
- روبرت كونولي على موقع كينوبويسك (الروسية)